# Dendrobium
Dendrobium es, después de Bulbophyllum, el segundo género más numeroso con 1200 especies de orquídeas epifitas de la subtribu Dendrobiinae de la familia Orchidaceae. Estas orquídeas poseen un gran tamaño siendo de las mayores de todas, y se encuentran en el Sureste de Asia en Indonesia, Filipinas y Papúa Nueva Guinea.

## Etimología
Su nombre Dendrobium procede de la palabra griega (δένδρον) dendron = "tronco, árbol" y (βιος) Bios = "Vida", en resumen significa "viven sobre los troncos de los árboles" (por su naturaleza epifita).

## Descripción
Las orquídeas de este género desarrollan un gran pseudobulbo del que sale un tallo parecido a una caña de una longitud de más de 30 cm. Este está densamente cubierto con unos pelos cortos blancos. Las hojas son cortas y ovales y se disponen alternativamente a lo largo del tallo. Los capullos axilares de flores se agrupan en ramilletes cortos con una o dos flores terminales, brotando del tallo opuesto a las hojas. Las flores pueden ser pequeñas o también pueden ser vistosas y grandes, existen de muchos colores, algunas especies con flores de varios colores. Algunas duran seis meses mientras que otras duran solo un día en floración.
Algunos son de hoja perenne lo cual quiere decir que retienen sus hojas por dos o tres años después de florecer. La planta se desarrolla muy rápidamente a lo largo del verano para tomar un largo descanso durante el invierno. En primavera nuevas brotes se forman desde la base de la planta principal y nuevos capullos florecen. Las flores se encuentran en los pseudobulbos que se han formado el año anterior. Otras por el contrario pierden sus hojas al finalizar la temporada de crecimiento (deciduas).
Algunas de estas especies tienen gran demanda entre los amantes de las orquídeas. Estas son el resultado de numerosas variedades e híbridos tal como las variedades de Dendrobium nobile que de la especie original de los Himalayas se ha diversificado en una amplia gama de colores.

## Hábitat y distribución
Sus especies o son epifitas, desarrollándose en árboles, u ocasionalmente litófitas, desarrollándose en rocas. Están adaptadas a una amplia gama de hábitats, desde las grandes alturas en las montañas del Himalaya a las tierras bajas de las selvas tropicales, e incluso el clima seco del desierto australiano.
El género se distribuye a través de toda Asia, en Japón, Borneo, Ceilán, Indonesia, las Filipinas, Papúa Nueva Guinea, Australia y Nueva Zelanda.

## Taxonomía
Un trabajo taxonómico reciente ha creado el nuevo género, Dockrillia para agrupar a todos los Dendrobiums de hojas cilíndricas. Algunas especies australianas complejas, por ejemplo, D. speciosum y D. tetragonum se han reclasificado en especies nuevas.
El único representante de Nueva Zelanda, Dendrobium cunninghamii se ha trasladado a un género monotípico, Winika.
Los siguientes géneros han sido segregados de Dendrobium en el año 2002 por Clements.

| - Abaxianthus - Anisopetala - Aporum - Australorchis - Bolbidium - Bouletia - Cadetia - Callista - Cannaeorchis - Cepobaculum - Ceraia - Ceratobium - Chromatotriccum - Coelandria - Conostalix - Davejonesia - Dendrobates | - Dichopus - Diplocaulobium - Distichorchis - Dockrillia - Durabaculum - Eleutheroglossum - Eriopexis - Euphlebium - Eurycaulis - Exochanthus - Flickingeria - Grastidium - Herpethophytum - Ichthyostomum - Inobulbum - Kinetochilus | - Leioanthum - Maccraithea - Microphytanthe - Monanthos - Oxyglossellum - Pedilonum - Sarcocadetia - Sayeria - Stelbophyllum - Tetrabaculum - Tetrodon - Thelychiton - Thicuania - Trachyrhizum - Tropilis - Vappodes - Winika |

## Sinonimia
| - Aclinia Griff. 1851 - Amblyanthe Rauschert (1983). - Amblyanthus (Schltr.) Brieger (1981), nom. illeg. - Anisopetala (Kraenzl.) M.A.Clem. (2003). - Aporopsis (Schltr.) M.A.Clem. & D.L.Jones (2002). - Aporum Bl. 1825 - Australorchis Brieger 1981 - Bolbidium (Lindley) Brieger 1981 - Bouletia M.A.Clem. & D.L.Jones (2002). - Callista Lour. 1790 - Cannaeorchis M.A.Clem. & D.L.Jones 1997 publ. 1998 - Ceraia Lour 1790 - Cepobaculum M.A.Clem. & D.L.Jones (2002). - Ceratobium (Lindl.) M.A.Clem. & D.L.Jones (2002). - Chromatotriccum M.A.Clem. & D.L.Jones (2002). - Coelandria Fitzg. 1882 - Conostalix (Kraenzl.) Brieger (1981). - Davejonesia M.A.Clem. (2002). - Dendrobates M.A.Clem. & D.L.Jones (2002). - Dendrocoryne (Lindley) Brieger 1981 - Dichopus Bl. 1856 - Distichorchis M.A.Clem. & D.L.Jones (2002). - Ditulima Raf. 1836 [1838] - Dockrillia Brieger (1981). | - × Dockrilobium J.M.H.Shaw (2002). - Dolichocentrum (Schltr.) Brieger (1981). - Durabaculum M.A.Clem. & D.L.Jones (2002). - Eleutheroglossum (Schltr.) M.A.Clem. & D.L.Jones (2002). - Endeisa Raf. (1837). - Eriopexis (Schltr.) Brieger (1981). - Euphlebium (Kraenzl.) Brieger (1981) - Eurycaulis M.A.Clem. & D.L.Jones (2002). - Exochanthus M.A.Clem. & D.L.Jones (2002). - Froscula Raf. (1838). - Goldschmidtia Dammer (1910). - Grastidium Bl. 1825 - Ichthyostomum D.L.Jones, M.A.Clem. & Molloy (2002). - Inobulbum Schltr. & Kraenzl. in H.G.A.Engler (ed.) (1910). - Herpetophytum (Schltr.) Brieger (1981). - Katherinea A. D. Hawkes 1956 - Keranthus Lour. ex Endl. 1836 - Kinetochilus (Schltr.) Brieger (1981). - Latourea Blume (1849). - Latouria Bl. 1849 - Latourorchis Brieger (1981). - Leioanthum M.A.Clem. & D.L.Jones (2002). - Maccraithea M.A.Clem. & D.L.Jones (2002). - Macrostomium Bl. 1825 - Microphytanthe (Schltr.) Brieger (1981). - Monanthos (Schltr.) Brieger (1981). | - Onychium Bl. 1825 - Ormostema Raf. 1836 [1838] - Oxyglossellum M.A.Clem. & D.L.Jones (2002). - Oxystophyllum Bl. 1825 - Pedilonum Bl. 1825 - Pierardia Raf. 1836 [1838] - Phyllorchis Thou. 1822 - Sayeria Krzl. 1894 - Schismoceras Presley 1827 - Stachyobium Rchb.f. 1869 - Stelbophyllum D.L.Jones & M.A.Clem. (2002), orth. var. - Stilbophyllum D.L.Jones & M.A.Clem. (2002). - Tetrabaculum M.A.Clem. & D.L.Jones (2002). - Tetrodon (Kraenzl.) M.A.Clem. & D.L.Jones (1998). - Thelychiton Endl. 1833 - Thicuania Raf. 1836 [1838] - Trachyrhizum (Schltr.) Brieger 1981 - Tropilis Raf. 1836 [1837] - × Vappaculum M.A.Clem. & D.L.Jones (2002). - Vappodes M.A.Clem. & D.L.Jones (2002). - Winika M.A.Clem. (1997). |

## Especies
Dendrobium comprende unas 1200 especies aceptadas, las cuales se listan en Anexo:Especies de Dendrobium.

## Fitoquímica
Los tallos de las especies de Dendrobium se utilizan en medicina tradicional china como antipiréticos, inmunoregulatorios, etc. Se han aislado alcaloides, bibencilos, fenantrenos, fluorenonas y sesquiterpenos. De la especie Dendrobium chrysanthum se aislaron alcaloides mixtos de pirrolidina con fenilpropanoides llamados dendrocrisaninas.